# Pozo Pumarabule
El pozo Pumarabule es una explotación minera ya clausurada situada en la parroquia asturiana de Carbayín, en el concejo de Siero (España). También fue conocido como el pozo la Muerte.

## Historia
La zona donde se sitúa la mina concitó ya los primeros informes de, entre otros, Jovellanos en el siglo XVIII. El carbón se explotaba de forma rudimentaria a través de chamizos y bocaminas, hasta la profesionalización progresiva en la segunda mitad del siglo XIX. En 1916 la empresa Fábrica de Mieres profundiza el actual pozo Pumarabule, en la frontera entre Langreo y Siero. Lo forman en realidad dos pozos diferentes, siendo el primero Marta I, no profundizando Marta II hasta los años 50. En 1925 es vendida a la empresa Carbones de Langreo y Siero, que conforma tres grupos de explotación: El Viso y Lláscares en Langreo y el mencionado en Siero. Finalmente en 1969 es integrado en la empresa pública Hunosa. Debería de haber sido cerrado en 1992 pero acabó utilizándose como pozo de extracción auxiliar debido al incendio del pozo Mosquitera, manteniéndose finalmente en activo hasta 2005.

## Descripción

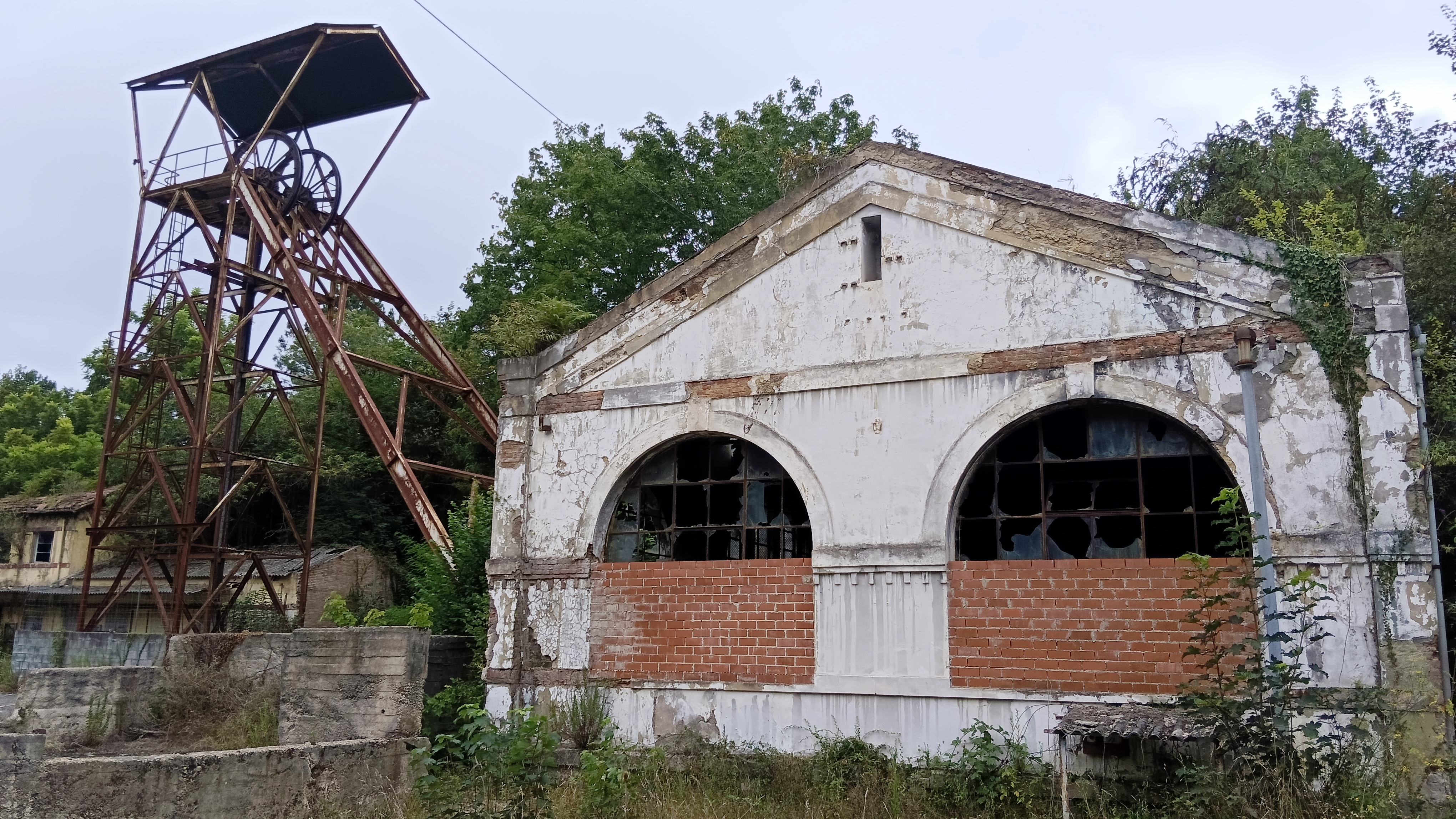
Pequeño pozo Marta I, parte más antigua del conjunto del pozo Pumarabule

La chimenea circular de ladrillo es original de 1917. El resto de instalaciones se corresponden con las sucesivas ampliaciones y mejoras llevadas a cabo en el entorno del pozo. Guarda un parecido estético muy notable con el pozo Lláscares de La Felguera, de la misma empresa. La chimenea (oculta por la vegetación) y los castilletes se encuentran en el Inventario Cultural del Principado de Asturias, mientras que la sala de máquinas también está incluida en el Inventario de Patrimonio industrial del Principado. Se conservan en mal estado restos como oficinas, lampistería, casa de aseo, almacenes, etc.